# Longpre-les-Amiens Communal Cemetery
Longpre-les-Amiens Communal Cemetery is een begraafplaats gelegen in de Franse plaats Longpré Les Amiens (Somme). De militaire graven worden onderhouden door de Commonwealth War Graves Commission.
De begraafplaats telt 3 geïdentificeerde Gemenebest graven uit de Eerste Wereldoorlog.